# Crimson Editor
Crimson Editor is een teksteditor voor Windows. Crimson Editor wordt vooral gebruikt door programmeurs, omdat het een grote diversiteit aan programmeertalen ondersteunt en voor alle talen syntaxiskleuring biedt.
Crimson Editor werd op 30 december 2006 door Ingyu Kang vrijgegeven onder de GPL, wat inhoudt dat de broncode vrij beschikbaar is. Ingyu Kang gaf hierdoor de ontwikkeling in handen van de opensourcegemeenschap. De community die zich nu bezighoudt met de ontwikkeling van de opvolger van Crimson Editor, Emerald Editor, is de Emerald Editor Community. Er is echter nog geen versie van Emerald Editor verschenen.